# Kontaktwinkel

Definition

Als Kontaktwinkel {\displaystyle \theta } (theta; auch Dihedrischer, Rand- oder Benetzungswinkel) wird derjenige Winkel bezeichnet, den die Oberfläche eines Flüssigkeitstropfens mit der Oberfläche eines Feststoffs bildet, wobei das mit Flüssigkeit befüllte Tropfenvolumen vom Kontaktwinkel eingeschlossen wird. Da die Oberfläche des Flüssigkeitstropfens aufgrund von dessen Oberflächenspannung gekrümmt ist, entspricht der Kontaktwinkel dem Winkel zwischen der Tangente an die Tropfenoberfläche in unmittelbarer Nähe zur Festkörperoberfläche und der Festkörperoberfläche selber. Verallgemeinert ist der Kontaktwinkel der experimentell beobachtbare Winkel zwischen einer Festkörperoberfläche und der Tangente an die Grenzfläche zweier fluider Phasen an der Dreiphasen-Kontaktline der beiden fluiden Phasen und der Festkörperoberfläche, der das mit der dichteren fluiden Phase befüllte Volumen einschließt. Die weniger dichte fluide Phase kann ein Gas oder eine Flüssigkeit sein. Kontaktwinkel sind eine wichtige Größe zur Quantifizierung der Benetzbarkeit von Festkörperoberflächen.

## Bedeutung

Unterschiedliche Kontaktwinkel von Wasser auf hydrophilen, hydrophoben und superhydrophoben Festkörperoberflächen

Je kleiner der Kontaktwinkel zwischen benetzender Flüssigkeit und benetzter Festkörperoberfläche ist, desto höher ist die Benetzbarkeit der benetzten Festkörperoberfläche bezogen auf die benetzende Flüssigkeit. Dabei spricht man von Spreitung oder vollständiger Benetzung, wenn sich die Flüssigkeit auf der Festkörperoberfläche in Form eines flachen Films ausbreitet, was einem Kontaktwinkel von 0° entspricht. Ist der Kontaktwinkel größer 0° und kleiner 90°, spricht man von partieller Benetzung. Ist der Kontaktwinkel größer als 90°, spricht man von Nichtbenetzung.
Sofern Wasser die benetzende Flüssigkeit ist, bezeichnet man die benetzte Festkörperoberfläche:
- bei kleinen Kontaktwinkeln als hydrophil („wasserliebend“)
- bei Kontaktwinkeln über 90° als hydrophob (wasserabweisend)
- bei Kontaktwinkeln über 150° als superhydrophob.

Durch Oberflächenbehandlung kann der Kontaktwinkel verändert werden. In bestimmten Formen der Oberflächenstrukturierung entstehen omniphobe Eigenschaften, die sowohl hydrophob als auch lipophob sind. Das Gegenteil ist die Amphiphilie.

## Definitionen

### Young-Kontaktwinkel

Liegender Tropfen mit Kontaktwinkel und den Größen der Oberflächenspannung

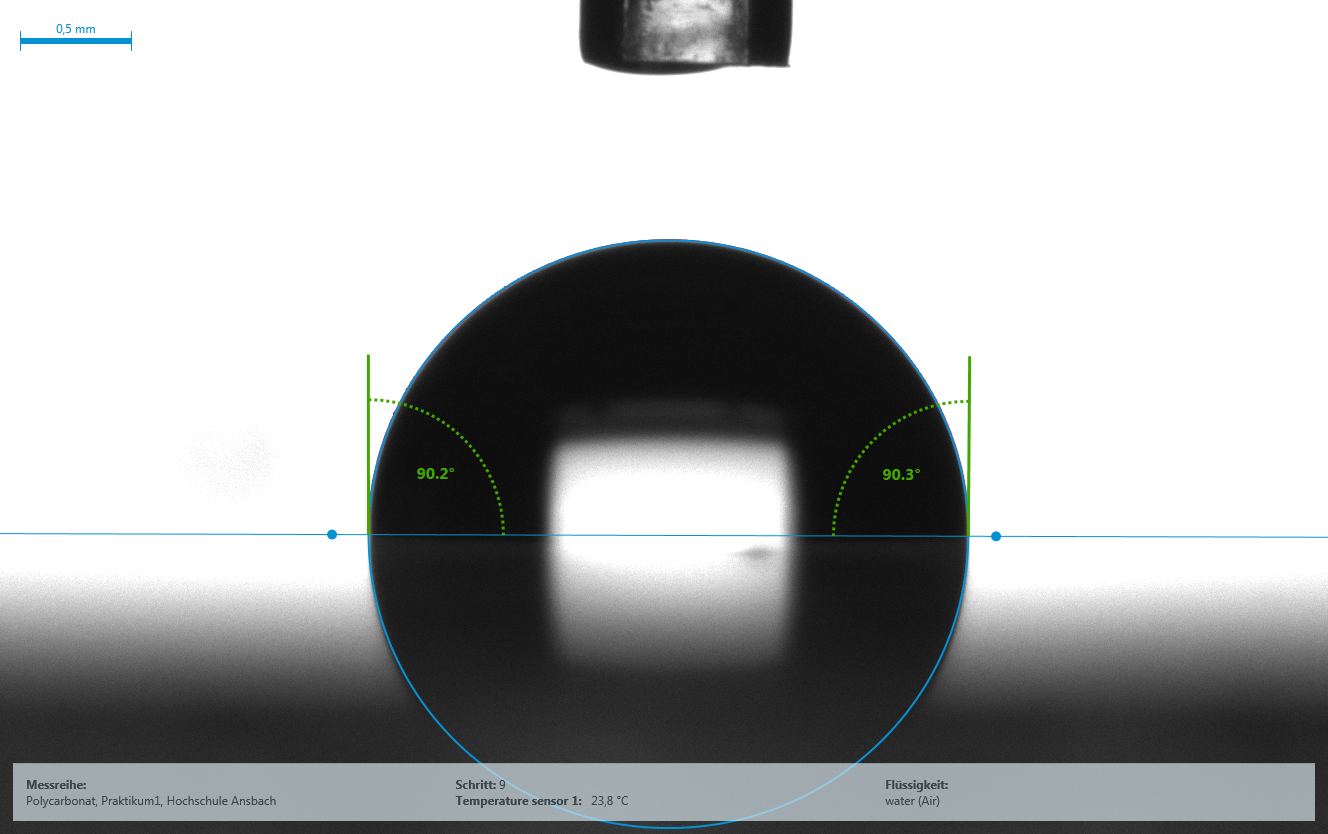
Eine Kontaktwinkelmessung an unbehandeltem Polycarbonat, welche mit Wasser ausgeführt wurde.

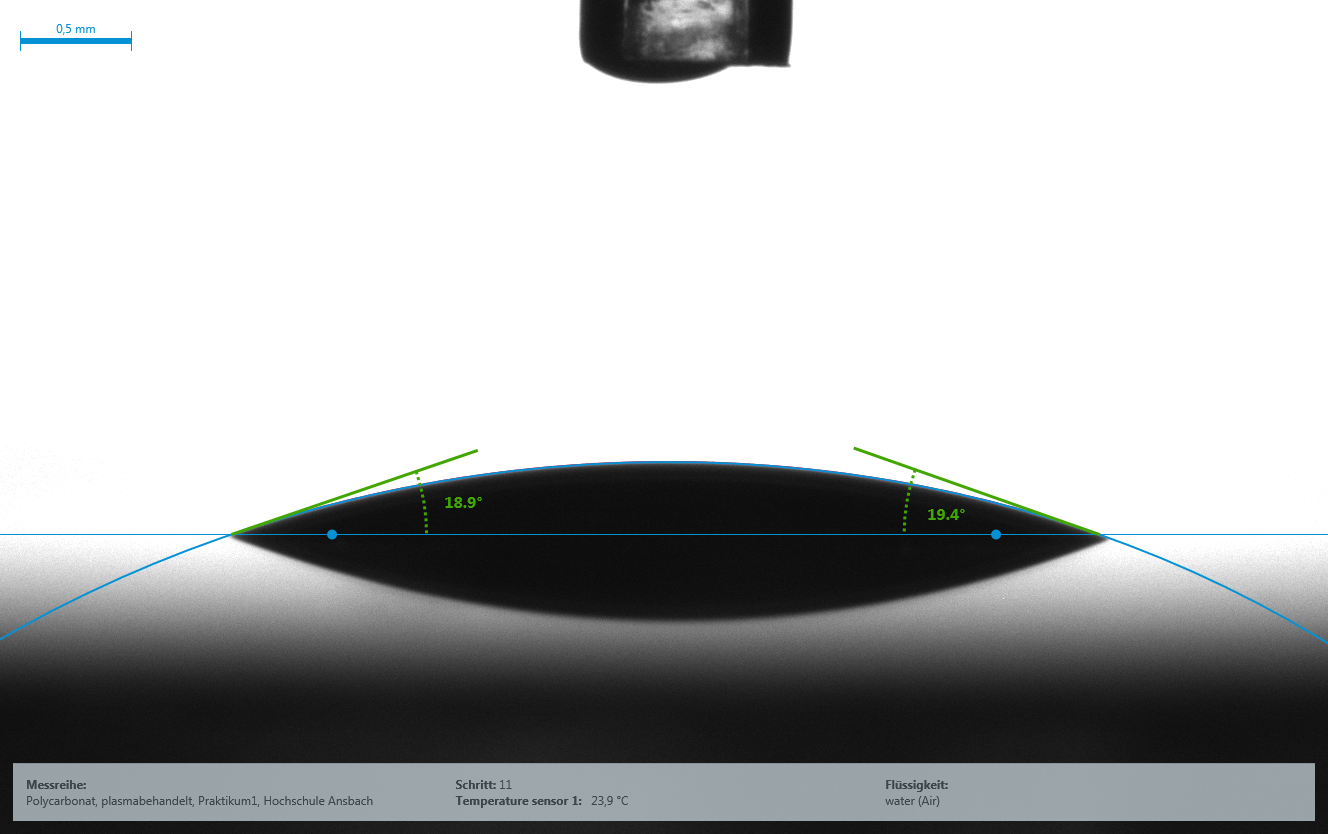
Eine Kontaktwinkelmessung an behandeltem Polycarbonat, welche mit Wasser ausgeführt wurde.

Im Jahr 1805 formuliuerte Thomas Young den als Youngsche Gleichung bekannten Zusammenhang zwischen dem Kontaktwinkel einer benetzenden Flüssigkeiten auf einer benetzten Festkörperoberfläche und den Grenzflächenspannungen beziehungsweise Oberflächenspannungen der beteiligten Grenzflächen und Oberflächen:
{\displaystyle \gamma _{SG}\ =\gamma _{SL}+\gamma _{LG}\cdot \cos {\theta }_{Y}}
{\displaystyle \Leftrightarrow \cos {\theta _{Y}}={\frac {\gamma _{SG}-\gamma _{SL}}{\gamma _{LG}}}}
Hierbei sind {\displaystyle \cos {\theta _{Y}}} der Young-Kontaktwinkel, {\displaystyle \gamma _{SG}\ } die Grenzflächenspannung des nicht benetzen Festkörpers, {\displaystyle \gamma _{SL}\ } die Grenzflächenspannung zwischen der benetzten Festkörperoberfläche und der benetzenden Flüssigkeit sowie {\displaystyle \gamma _{LG}\ }die Oberflächenspannung der benetzenden Flüssigkeit. Der Index {\displaystyle S} steht für solid (englisch für fest). Der Index {\displaystyle G} steht für die Gasphase oder allgemein die zweite, nichtbenetzende fluide Phase. Der Index {\displaystyle L} steht für liquid (englisch für flüssig) und repräsentiert die benetzende flüssige Phase. Der in der Young-Gleichung auftretende Kontaktwinkel {\displaystyle \theta _{Y}} repräsentiert das thermodynamische Gleichgewicht. Die benetzte Festkörperoberfläche muss im durch die Youngsche Gleichung beschriebenen Szenario ideal, also glatt, chemisch homogen, isotrop, undeformierbar sowie chemisch inert sein.

### Tatsächlicher Kontaktwinkel
Als tatsächlichen Kontaktwinkel (englisch: actual contact angle) bezeichnet man den lokalen, auf mikroskopischer Ebene an einem beliebigen Punkt der Dreiphasen-Kontaktlinie zwischen Festkörperoberfläche, benetzender Flüssigkeit und Gasphase beziehungsweise nichtbenetzendem Fluid auftretenden Kontaktwinkel. Im thermodynamischen Gleichgewicht ist der tatsächliche Kontaktwinkel gleich dem Kontaktwinkel auf einer idealen Oberfläche beziehungsweise dem Youngschen Kontaktwinkel.

### Anscheinender Kontaktwinkel
Unter dem anscheinenden Kontaktwinkel (englisch: apparent contact angle) versteht man denjenigen makroskopischen oder globalen Kontaktwinkel, der sich durch Anwendung verschiedener makroskopischer Messmethoden experimentell ermitteln lässt. Eine häufig verwendete makroskopische Messmethode ist beispielsweise die sessile drop–Methode, mittels derer die Bestimmung der Kontaktwinkel an direkt auf Festkörperoberflächen aufliegenden Flüssigkeitstropfen erfolgt. Der anscheinende Kontaktwinkel unterscheidet sich üblicherweise vom Young-Kontaktwinkel, da der anscheinende Kontaktwinkel auf nichtidealen Oberflächen ermittelt wird, und stellt eine Mittlung über die im Beobachtungsvolumen vorhandenen lokalen tatsächlichen Kontaktwinkel dar.

### Dynamischer Kontaktwinkel
Als dynamische Kontaktwinkel (englisch: dynamic contact angles) bezeichnet man Kontaktwinkel, die an sich bewegenden Dreiphasen-Kontaktlinien gemessen werden. Die Größe dynamischer Kontaktwinkel hängt von der Bewegungsgeschwindigkeit der Dreiphasen-Kontaktlinie ab. Dynamische Kontaktwinkel repräsentieren grundsätzlich keine Gleichgewichtsszenarien. Daher sind dynamische Kontaktwinkel zur Charakterisierung von Gleichgewichtszuständen ungeeignet. Die Abweichungen zwischen dynamischen Kontaktwinkleln und Gleichgewichtskontaktwinkeln hängen von der Kapillarzahl der benetzenden Flüssigkeit ab.
Kontaktwinkel an einer sich vorwärts in Richtung des nicht mit Flüssigkeit bedeckten Bereichs bewegenden Dreiphasen-Kontaktlinie werden als vorrückende dynamische Kontaktwinkel bezeichnet. Kontaktwinkel an einer sich in Richtung des von der Flüssigkeit benetzten Bereichs zurückziehenden Dreiphasen-Kontaktlinie werden als zurückweichende dynamische Kontaktwinkel bezeichnet. Vorrückende dynamische Kontaktwinkel treten etwa auf, wenn das Volumen eines auf einer Festkörperoberfläche aufliegenden Flüssigkeitstropfens durch Zuführung weiterer Flüssigkeit mittels einer Kanüle vergrößert wird. Zurückweichende dynamische Kontaktwinkel werden entsprechend beobachtet, wenn das Volumen eines auf einer Festkörperoberfläche aufliegenden Flüssigkeitstropfens durch Absaugen von Flüssigkeit mittels einer Kanüle verkleinert wird. Gleitet ein Flüssigkeitstropfen auf einer verkippten Festkörperoberfläche, treten vorrückende und zurückweichende dynamische Kontaktwinkel entsprechend gleichzeitig am selben Flüssigkeitstropfen auf. Der vorrückende dynamische Kontaktwinkel ist größer und der zurückweichende dynamische Kontaktwinkel kleiner als der anscheinende Kontaktwinkel an einer ruhenden Dreiphasen-Kontaktlinie.

### Vorrückender und zurückweichender Kontaktwinkel
Als vorrückenden Kontaktwinkel {\displaystyle \theta _{A}} (englisch: advancing contact angle) bezeichnet man den größten auftretenden anscheinenden Kontaktwinkel. Als zurückweichenden Kontaktwinkel {\displaystyle \theta _{R}} (englisch: receding contact angle) bezeichnet man den kleinsten auftretenden anscheinenden Kontaktwinkel. Vorrückende und zurückweichende Kontaktwinkel repräsentieren metastabile Zustände an stationären Dreiphasenkontaktlinien und sollten nicht mit den oben erwähnten dynamischen vorrückenden und zurückweichenden Kontaktwinkeln verwechselt werden.
Vorrückende und zurückweichende Kontaktwinkel können sich je nach Messmethode unterscheiden. So lassen diese sich als diejenigen Kontaktwinkel auffassen, die jeweils gerade vor dem Beginn der Bewegung der Dreiphasen-Kontaktlinie beobachtet werden. Vorrückende und zurückweichende Kontaktwinkel lassen sich weiterhin aus dynamischen Kontaktwinkeln für verschiedene Bewegungsgeschwindigkeiten der Dreiphasen-Kontaktlinie durch Extrapolation der Kontaktliniengeschwindigkeit gegen null erhalten. Es ist ungeklärt, ob beide vorgenannten Definitionen für vorrückende und zurückweichende Kontaktwinkel äquivalente Ergebnisse ergeben.
Der vorrückende Kontaktwinkel ist größer und der zurückweichende Kontaktwinkel kleiner als derjenige anscheinende Kontaktwinkel, der der stabilsten Benetzungskonfiguration auf der benetzten realen Festkörperoberfläche entspricht.

### Kontaktwinkel-Hysterese
Das Auftreten von unterschiedlich großen vorrückenden und zurückweichenden Kontaktwinkeln bedingt die Existenz einer Kontaktwinkel-Hysterese {\displaystyle \Delta \theta _{C}}, die gleich der Differenz aus vorrückendem und zurückweichendem Kontaktwinkel ist und erstmals von Agnes Pockels beobachtet wurde:
{\displaystyle \Delta \theta _{C}=\theta _{A}-\theta _{R}}
Kontaktwinkel-Hysterese wird durch Heterogenitäten der benetzten Festkörperoberfläche verursacht, an denen sich bewegende Dreiphasen-Kontaktlinien temporär fixiert werden. Der Begriff "dynamischer Kontaktwinkel" soll einer Empfehlung Abraham Marmurs zufolge nicht zur Beschreibung von Kontaktwinkelhysteresen verwendet werden.

## Kontaktwinkel auf heterogenen Oberflächen

Flüssigkeitszustände bei zunehmender Feinstrukturierung

Bei feinstrukturierten Oberflächen beobachtete R. Wenzel die Änderung des Kontaktwinkels zu {\displaystyle \theta _{W}*}:
{\displaystyle \cos {\theta }_{W}*=r\cdot \cos {\theta }}
mit r als Verhältnis der tatsächlichen zur projizierten Fläche.
Dabei verstärkt die Feinstrukturierung die bereits vorhandenen Eigenschaften der Oberfläche: eine hydrophobe Oberfläche, d. h. mit einem Kontaktwinkel über 90°, wird noch wasserabweisender, z. B. beim Lotoseffekt, während eine hydrophile Oberfläche noch hydrophiler wird.
Cassie und Baxter beobachteten die Änderung des Kontaktwinkels zu {\displaystyle \theta _{CB}*}, wenn der Tropfen nur noch auf den Erhebungen der feinstrukturierten Oberfläche aufliegt:
{\displaystyle \cos {\theta }_{CB}*=\phi \cdot [\cos({\theta })+1]-1}
mit {\displaystyle \phi } als Kontaktfläche zwischen fest und flüssig.
Dabei muss die folgende Ungleichung erfüllt sein:
{\displaystyle \cos {\theta }<{\frac {\phi -1}{r-\phi }}}
Alternative Kriterien für den Cassie-Baxter-Zustand sind: Die Kontaktlinienkräfte müssen die Gravitation übersteigen, und die Feinstrukturen müssen lang genug sein, um eine Ausbildung von Brücken zur Grundfläche zu verhindern.
Die Abhängigkeit von Kontaktwinkeln auf heterogenen Festkörperoberflächen von den Ober- und Grenzflächenspannungen der beteiligten fluiden Phasen (der benetzenden Flüssigkeit und einer weiteren fluiden Phase wie einem umgebenden Gas) sowie der benetzten Festkörperoberfläche wird kontrovers diskutiert. So vertreten unter anderem McCarthy und Koautoren die Auffassung, dass Kontaktwinkel durch die Eigenschaften der Dreiphasen-Kontaktlinie zwischen den beteiligten fluiden Phasen und der Festkörperoberfläche bestimmt werden.

## Kontaktliniendichte zur Vorhersage der Oberflächeneigenschaften
Ein Modell zur Vorhersage der Oberflächeneigenschaften verwendet die Kontaktliniendichte Λ, bei vier Kontaktpunkten ist Λ = 4x/y2. Die kritische Kontaktliniendichte Λc wird durch folgende Gleichung beschrieben:
{\displaystyle \Lambda _{C}={\frac {-\rho {g}{V^{1/3}}\left(\left({\frac {1-\cos \left(\theta _{a}\right)}{\sin(\theta _{a})}}\right)\left(3+\left({\frac {1-\cos(\theta _{a})}{\sin(\theta _{a})}}\right)^{2}\right)\right)^{2/3}}{(36\pi )^{1/3}\gamma \cos(\theta _{a,0}+w-90)}}}
mit
ρ = Dichte der Flüssigkeit
g = Gravitation
V = Volumen der Flüssigkeit
θa = letzter Kontaktwinkel vor einer Bewegung
θa,0 = letzter Kontaktwinkel vor einer Bewegung auf glatter Oberfläche
γ = Grenzflächenspannung der Flüssigkeit
w = tower wall-Winkel
Wenn Λ > Λc ist, befindet sich die Flüssigkeit im Cassie-Baxter-Zustand, sonst im Wenzel-Zustand. Die veränderten letzten Kontaktwinkel vor einer Bewegung werden durch folgende Gleichung beschrieben:
{\displaystyle \theta _{a}=\lambda _{p}(\theta _{a,0}+w)+(1-\lambda _{p})\theta _{\text{Gas}}}
{\displaystyle \theta _{r}=\lambda _{p}\theta _{r,0}+(1-\lambda _{p})\theta _{\text{Gas}}}
mit dem Wenzel-Zustand:
{\displaystyle \theta _{a}=\lambda _{p}(\theta _{a,0}+w)+(1-\lambda _{p})\theta _{a,0}}
{\displaystyle \theta _{r}=\lambda _{p}(\theta _{r,0}-w)+(1-\lambda _{p})\theta _{r,0}}
mit
λp = linearer Anteil der Kontaktlinie zur Unebenheit
θr,0 = Rückkehrender Kontaktwinkel auf einer glatten Oberfläche
θGas = Kontaktwinkel zwischen Flüssigkeit und Luft (als 180° angenommen)